# Pevensey
Pevensey es una villa y parroquia civil del distrito de Wealden, en el condado de Sussex Oriental, Inglaterra. El núcleo urbano principal se encuentra a ocho kilómetros al noroeste de Eastbourne y a 1,6 km tierra adentro de la bahía de Pevensey. El lugar es célebre porque fue allí donde desembarcó Guillermo el Conquistador en el año 1066 tras atravesar el Canal de la Mancha desde el norte de la actual Francia para iniciar la Conquista normanda de Inglaterra.

## Historia
En el lugar los romanos construyeron hacia el siglo IV el fuerte de Anderitum, cuya finalidad era proteger uno de las principales puertos latinos del sur de la provincia de Britania. Después de la conquista de 1066, el noble normando Roberto de Mortain, hermanastro de Guillermo el Conquistador, reconstruyó el castillo de Pevensey. Entre los siglos XI y XIII la fortaleza fue asediada en varias ocasiones; en el siglo XVI estuvo cerca de ser demolido por orden la reina Isabel I durante los conflictos religiosos con los puritanos y en 1942, durante la Segunda Guerra Mundial, al castillo se le añadieron algunos fortines para piezas de artillería ante una posible invasión alemana. En la actualidad, la fortaleza es gestionada por English Heritage.

## Galería

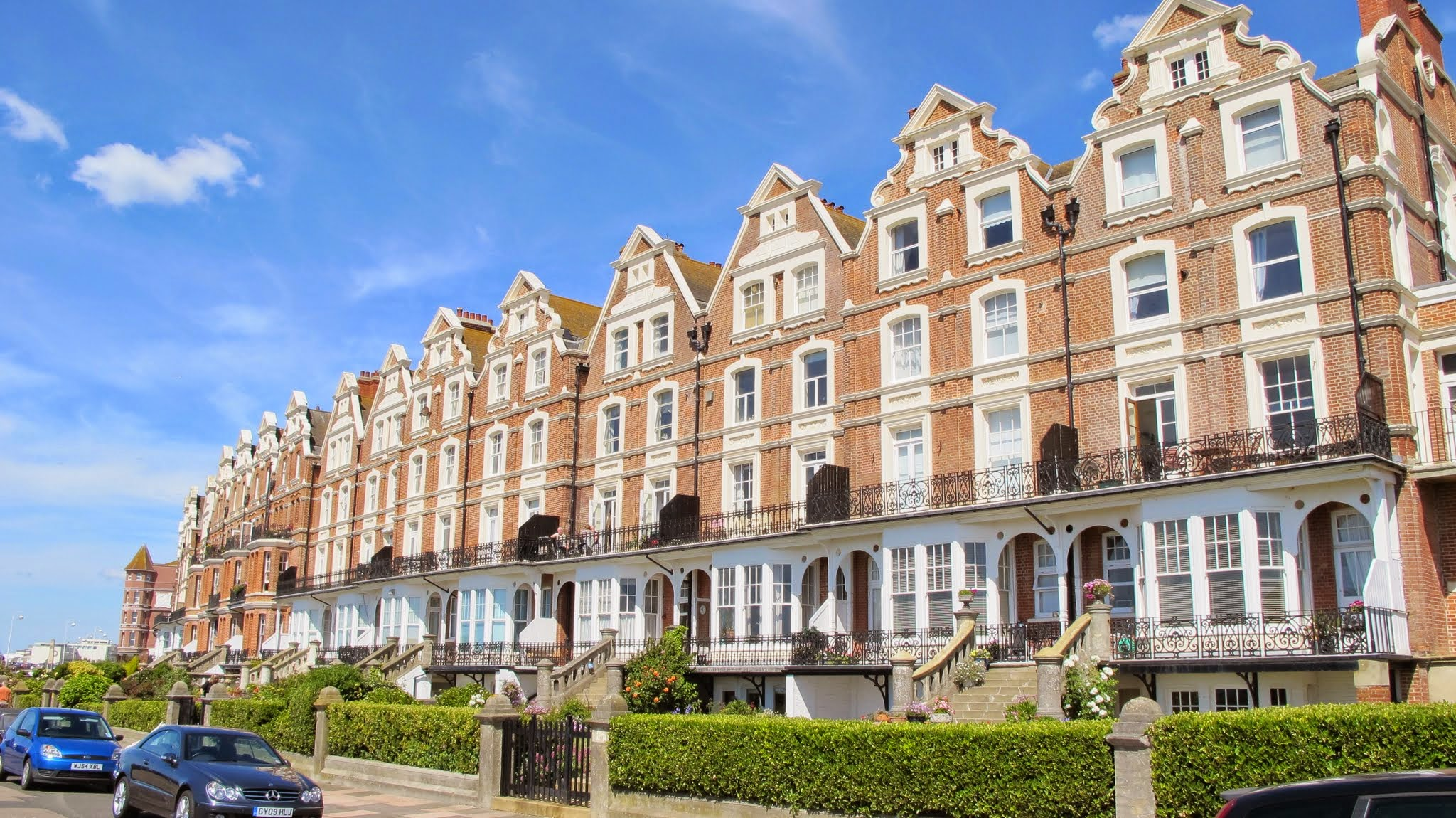
Pevensey Bay.
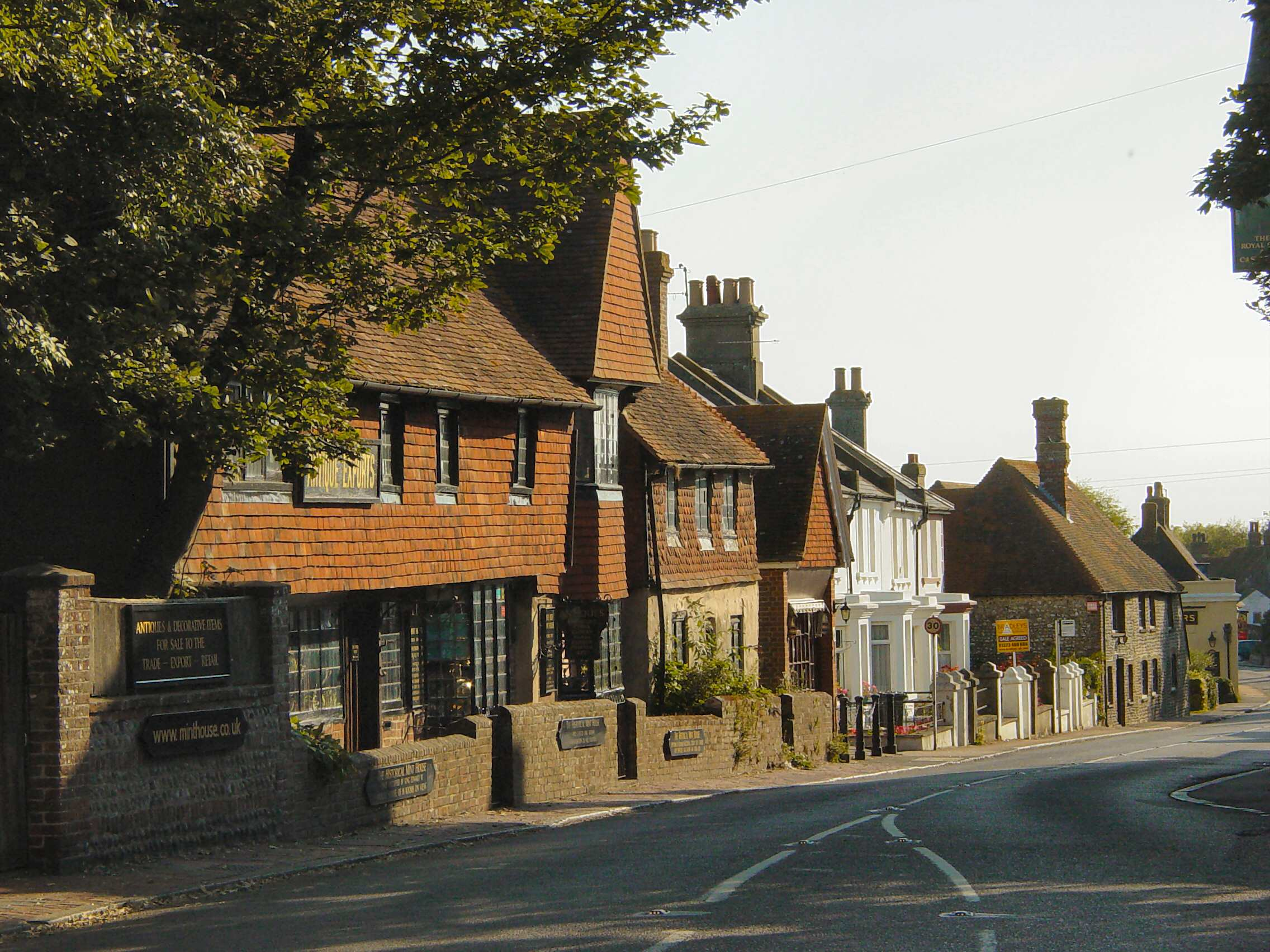
Calle mayor.
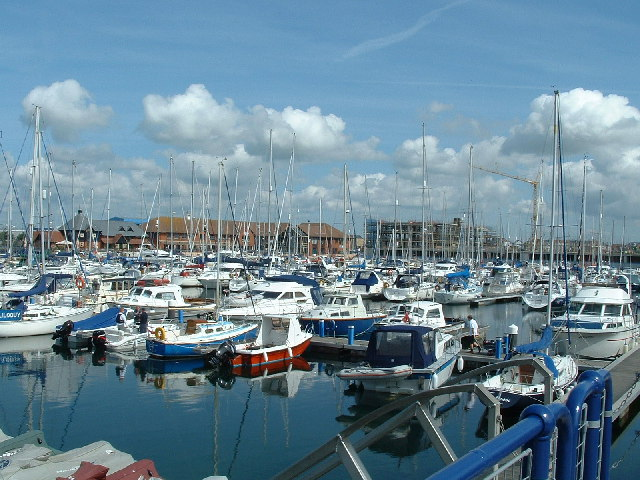
Sovereign Harbour
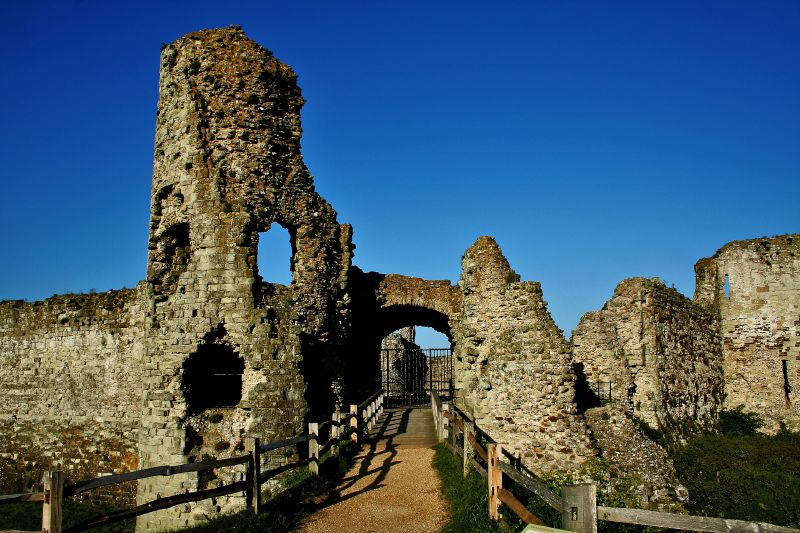
Castillo de Pevensey
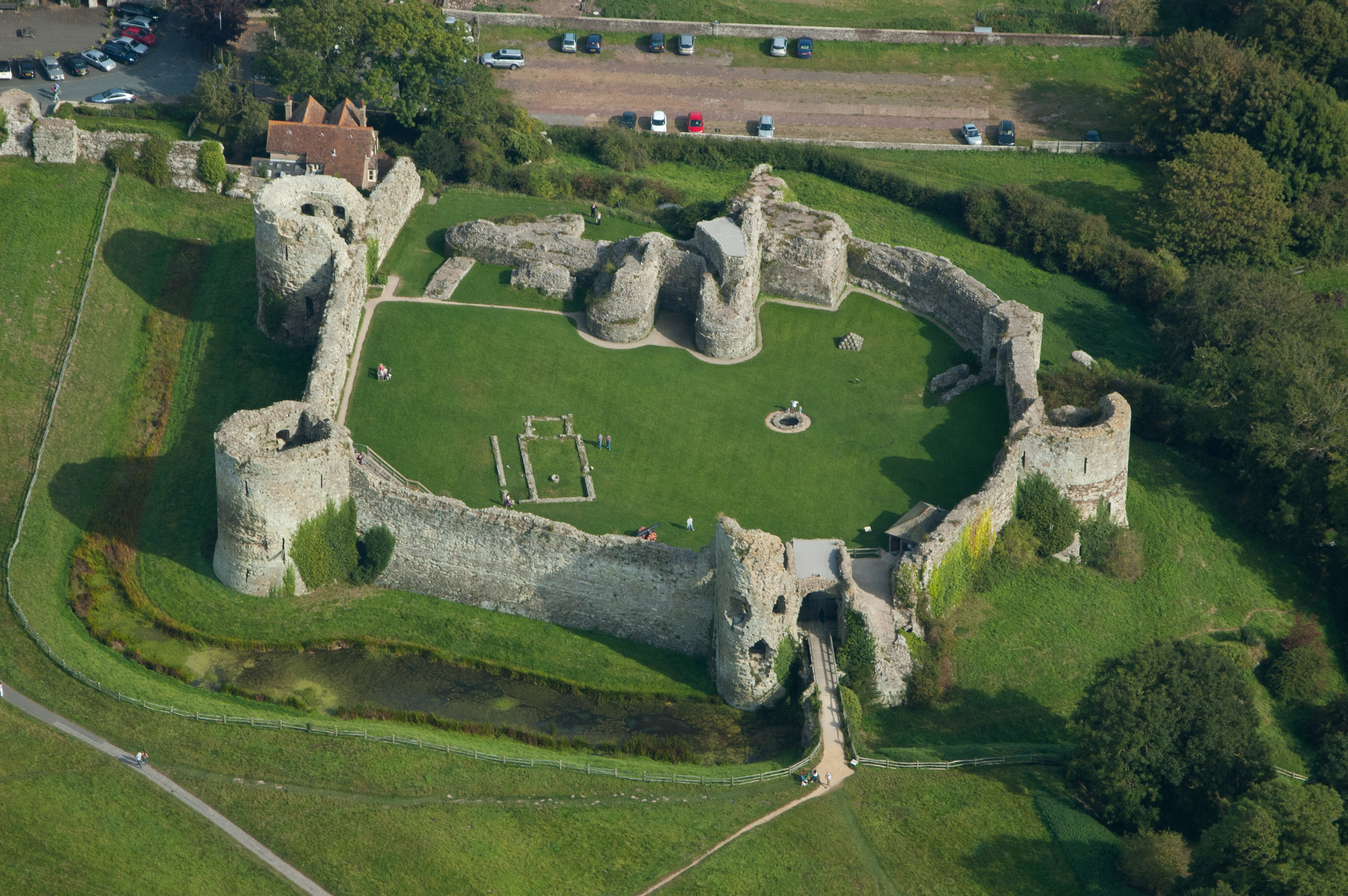
Vista aérea del castillo.